# Falling for Challenge
Falling for Challenge (hangul: 도전에 반하다; rr: Dojeone Banhada) é um webdrama sul-coreano da Samsung estrelada pela atriz sul-coreana Kim So-eun e pelo artista Xiumin. Tendo estreado em 26 de outubro de 2015, tornou-se o webdrama mais visualizado de 2015, totalizando mais de 21 milhões de visualizações. Desde então, Falling for Challenge alcançou mais de 35 milhões de visualizações, e é o terceiro webdrama sul-coreano mais visualizado da história.

## Enredo
Ban Ha-na é uma garota que sonha em ter seu próprio caminhão de comida, também sendo a presidente de um clube de hobbie de sua faculdade, intitulado One Plus One. Precisando de mais integrantes em seu clube para impedir seu encerramento, Ban Ha-na encontra Na Do-jeon, um jovem tímido que trabalha de meio período como um palhaço, Pierrot, porque gosta de fazer as outras pessoas rirem. Na Do-jeon, então, ajuda-a impedir o encerramento do One Plus One, e apoia o seu sonho.

## Elenco

### Principal
- Kim So-eun como Ban Ha-na[4]
- Kim Min-seok como Na Do-jeon[4]

### Recorrente
- Jang Hee-ryung como Gi Yeo-woon
- Jang Yoo-sang como Nam Gong-dae

## Trilha sonora

### OST Part 1
| N.º | Título                    | Artista(s) | Duração |  |
| 1.  | "You Are The One"         | Xiumin     | 3:17    |  |
| 2.  | "You Are The One" (Inst.) | Xiumin     | 3:17    |  |

### OST Part 2
| N.º | Título                                           | Artista(s) | Duração |  |
| 1.  | "시간이 흘러도 (Even After Time Passes)"         | Song Ha-ye | 3:54    |  |
| 2.  | "시간이 흘러도 (Even After Time Passes)" (Inst.) | Song Ha-ye | 3:54    |  |

### OST Part 3
| N.º | Título             | Artista(s) | Duração |  |
| 1.  | "Loving U"         | Road Boyz  | 2:53    |  |
| 2.  | "Loving U" (Inst.) | Road Boyz  | 2:53    |  |

### OST Part 4
| N.º | Título                                        | Artista(s)   | Duração |  |
| 1.  | "하늘에 띄울까 (Write It In The Sky)"         | Acoustic Vei | 3:58    |  |
| 2.  | "하늘에 띄울까 (Write It In The Sky)" (Inst.) | Acoustic Vei | 3:58    |  |

### OST Part 5
| N.º | Título                                  | Artista(s) | Duração |  |
| 1.  | "You Are My Everything" (Drama Version) | Espresso   | 3:53    |  |
| 2.  | "You Are My Everything" (Inst.)         | Espresso   | 3:53    |  |

### Desempenho nas paradas
| Título            | Artista(s) | Melhores posições nas paradas | Vendas         |
| Título            | Artista(s) | KOR                           | Vendas         |
| ----------------- | ---------- | ----------------------------- | -------------- |
| "You Are The One" | Xiumin     | 58                            | - KOR: 26,196+ |

## Prêmios e indicações
| Ano  | Premiação           | Categoria            | Recipiente | Resultado | Ref   |
| ---- | ------------------- | -------------------- | ---------- | --------- | ----- |
| 2015 | 4º APAN Star Awards | Prêmio SNS Web Drama | Xiumin     | Venceu    | [ 7 ] |